# MALT-Lymphom
Das MALT-Lymphom oder Maltom ist ein Schleimhaut-assoziiertes Non-Hodgkin-Lymphom.

## MALT
MALT ist ein Akronym für  Mucosa Associated Lymphoid Tissue (oder Mucous membrane Associated Lymphoid Tissue, engl. für Schleimhaut-assoziiertes lymphoides Gewebe). Es findet sich in Schleimhautbereichen (einschließlich Bindehaut), die Haupteintrittspunkte für Antigene sind. Hier werden Lymphozyten sensibilisiert, die anschließend in regionale Lymphknoten wandern, um dann stimulierend in ihre ursprünglichen („homing“) oder in andere Schleimhautbereiche zu wandern, schließlich erfolgt eine starke Produktion des Immunglobulins IgA.

## Lokalisation der MALT-Lymphome
MALT-Lymphome (überwiegend B-Zell-Lymphome) treten meist im Magen auf. Sie können aber auch in der Lunge, der Schilddrüse, Haut, den Speicheldrüsen, dem Auge oder anderswo auftreten. Seit 1975 ist eine Stadieneinteilung der gastrointestinalen Lymphome nach Musshoff gebräuchlich.

## Besondere Formen
Die primären Lymphome des Magens werden in indolente und aggressive Formen eingeteilt. Die gutartigen Formen stellen etwa 40 % der Magenlymphome und sind fast ausschließlich MALT-Tumoren, die durch eine langjährige Infektion der Magenschleimhaut mit dem Erreger Helicobacter pylori verursacht werden können. Eine Eradikation des Erregers kann in Frühstadien der Erkrankung zum Ausheilen des Lymphoms führen.
Auch das Mediterrane Lymphom wird zu den MALT-Lymphomen gerechnet.